# Hispanidad

Vlag van de Hispanidad

De Hispanidad (Spaans voor Hispaniteit) is de gemeenschap die bestaat uit alle volkeren en landen die een gemeenschappelijk Spaans erfgoed, cultuur en taal delen. De Hispanidad kan grofweg opgedeeld worden in drie geografische regio's: Spaanstalige Europa, Spaanstalig Amerika en Spaanstalig Afrika. In de Filipijnen, daarnaast, is Spaans dan wel niet meer de meerderheidstaal, het land wordt wel gekenmerkt door sterke Spaanse tradities en erfgoed.
Op 12 oktober vieren verschillende landen de Día de la Hispanidad. In Spanje viert men op die dag zelfs de nationale feestdag. 12 oktober is de datum waarop Christoffel Columbus Amerika ontdekte, wat het begin betekende van de verspreiding van de Spaanse taal en cultuur buiten Europa.

## Lijst van landen
- Argentinië - de facto landstaal
- Bolivia - officiële landstaal
- Chili - officiële landstaal
- Colombia - officiële landstaal
- Costa Rica - officiële landstaal
- Cuba - officiële landstaal
- Dominicaanse Republiek - officiële landstaal
- Ecuador - officiële landstaal
- El Salvador - officiële landstaal
- Equatoriaal-Guinea - officiële landstaal

Kaart van de Spaanstalige landen

- Filipijnen - voormalige koloniale taal
- Guatemala - officiële landstaal
- Honduras - officiële landstaal
- Mexico - de facto landstaal
- Nicaragua - officiële landstaal
- Panama - officiële landstaal
- Paraguay - officiële landstaal
- Peru - officiële landstaal
- Puerto Rico (VS) - officiële landstaal
- Spanje - officiële landstaal
- Uruguay - officiële landstaal
- Venezuela - officiële landstaal
- Westelijke Sahara/SADR - voormalige koloniale taal

Afrikaans · 
Frans · Nederlands · 
Portugees · 
Romaans · 
Turks

Hispanidad · 
Hispanofonie · 
Lusophonia